# Brandywine Creek
Brandywine Creek är ett vattendrag i Kanada.   Det ligger i provinsen British Columbia, i den sydvästra delen av landet, 3 500 km väster om huvudstaden Ottawa. Brandywine Creek ligger vid sjön Daisy Lake.
I omgivningarna runt Brandywine Creek växer i huvudsak barrskog. Trakten runt Brandywine Creek är nära nog obefolkad, med mindre än två invånare per kvadratkilometer.